# Sportjahr 2016
Liste der Sportjahre

◄◄ | ◄ | 2012 | 2013 | 2014 | 2015 | Sportjahr 2016 | 2017 | 2018 | 2019 | 2020 | ►

Weitere Ereignisse   · Olympische Spiele

## Großveranstaltungen
- 14.–17. Januar: Skiflug-Weltmeisterschaft 2016 auf der Kulm Skiflugschanze in Bad Mitterndorf-Tauplitz
- 15.–31. Januar: 12. Handball-Europameisterschaft in Polen
- 7. Februar: Super Bowl 50 in Santa Clara, Kalifornien
- 12.–21. Februar: 2. Olympische Jugend-Winterspiele in Lillehammer
- 29. Februar–13. März: 48. Biathlon-Weltmeisterschaften in Oslo
- 17.–20. März: 16. Leichtathletik-Hallenweltmeisterschaften in Portland, Oregon
- 6.–22. Mai: 80. Eishockey-Weltmeisterschaft der Herren in Moskau und Sankt Petersburg
- 9.–22. Mai: 33. Schwimmeuropameisterschaften in London
- 27. Mai: 74. Finale des DFB-Pokals der Männer im Berliner Olympiastadion
- 10. Juni–10. Juli: 15. Fußball-Europameisterschaft der Männer in Frankreich
- 6.–10. Juli: Leichtathletik-Europameisterschaften 2016 in Amsterdam
- 5.–21. August: XXXI. Olympische Sommerspiele in Rio de Janeiro
- 7. bis 18. September: Paralympische Sommerspiele 2016 in Rio de Janeiro
- 4.–18. Dezember: Handball-Europameisterschaft der Frauen 2016 in Schweden
- Ende des Jahres: Schachweltmeisterschaft 2016

## American Football
- 7. Februar: Die Denver Broncos gewinnen Super Bowl 50 in Santa Clara, Kalifornien, gegen die Carolina Panthers mit 24:10.
- 11. Juni: Titelverteidiger New Yorker Lions gewinnt mit 35:21 gegen Swarco Raiders Tirol den Eurobowl XXX.
- 23. Juli: Die Swarco Raiders Tirol gewinnen den Austrian Bowl XXXII gegen Graz Giants mit 51:7.
- 8. Oktober: Die New Yorker Lions gewinnen den German Bowl XXXVIII im Friedrich-Ludwig-Jahn-Sportpark, Berlin, gegen die Schwäbisch Hall Unicorns mit 31:20.

## Badminton
Höhepunkte des Badmintonjahres 2016 waren die Olympischen Spiele in Rio de Janeiro, der Thomas Cup und der Uber Cup. Im olympischen Jahr wurden keine Weltmeisterschaften ausgerichtet. Bedeutende Turnierserien waren die BWF Super Series und der BWF Grand Prix.

### BWF Super Series
| Veranstaltung | Herreneinzel             | Dameneinzel       | Herrendoppel                                   | Damendoppel                             | Mixed                                       |
| ------------- | ------------------------ | ----------------- | ---------------------------------------------- | --------------------------------------- | ------------------------------------------- |
| England       | Lin Dan                  | Nozomi Okuhara    | Vladimir Ivanov Ivan Sozonov                   | Misaki Matsutomo Ayaka Takahashi        | Praveen Jordan Debby Susanto                |
| Indien        | Kento Momota             | Ratchanok Intanon | Markus Fernaldi Gideon Kevin Sanjaya Sukamuljo | Misaki Matsutomo Ayaka Takahashi        | Lu Kai Huang Yaqiong                        |
| Malaysia      | Lee Chong Wei            | Ratchanok Intanon | Kim Gi-jung Kim Sa-rang                        | Tang Yuanting Yu Yang                   | Tontowi Ahmad Liliyana Natsir               |
| Singapur      | Sony Dwi Kuncoro         | Ratchanok Intanon | Fu Haifeng Zhang Nan                           | Nitya Krishinda Maheswari Greysia Polii | Ko Sung-hyun Kim Ha-na                      |
| Indonesien    | Lee Chong Wei            | Tai Tzu-ying      | Lee Yong-dae Yoo Yeon-seong                    | Misaki Matsutomo Ayaka Takahashi        | Xu Chen Ma Jin                              |
| Australien    | Hans-Kristian Vittinghus | Saina Nehwal      | Markus Fernaldi Gideon Kevin Sanjaya Sukamuljo | Bao Yixin Chen Qingchen                 | Lu Kai Huang Yaqiong                        |
| Japan         | Lee Chong Wei            | He Bingjiao       | Li Junhui Liu Yuchen                           | Christinna Pedersen Kamilla Rytter Juhl | Zheng Siwei Chen Qingchen                   |
| Korea         | Qiao Bin                 | Akane Yamaguchi   | Lee Yong-dae Yoo Yeon-seong                    | Jung Kyung-eun Shin Seung-chan          | Ko Sung-hyun Kim Ha-na                      |
| Dänemark      | Tanongsak Saensomboonsuk | Akane Yamaguchi   | Goh V Shem Tan Wee Kiong                       | Misaki Matsutomo Ayaka Takahashi        | Joachim Fischer Nielsen Christinna Pedersen |
| Frankreich    | Shi Yuqi                 | He Bingjiao       | Mathias Boe Carsten Mogensen                   | Chen Qingchen Jia Yifan                 | Zheng Siwei Chen Qingchen                   |
| China         | Jan Ø. Jørgensen         | P. V. Sindhu      | Markus Fernaldi Gideon Kevin Sanjaya Sukamuljo | Chang Ye-na Lee So-hee                  | Tontowi Ahmad Liliyana Natsir               |
| Hongkong      | Ng Ka Long               | Tai Tzu-ying      | Takeshi Kamura Keigo Sonoda                    | Christinna Pedersen Kamilla Rytter Juhl | Tontowi Ahmad Liliyana Natsir               |
| Finale        | Viktor Axelsen           | Tai Tzu-ying      | Goh V Shem Tan Wee Kiong                       | Chen Qingchen Jia Yifan                 | Zheng Siwei Chen Qingchen                   |

## Basketball
- LeBron James gewinnt mit den Cleveland Cavaliers in den NBA Finals 2016 gegen die Golden State Warriors seine dritte NBA-Meisterschaft.
- Brose Baskets wird deutscher Meister der Saison 2015/16. Sie waren zudem Meister der regulären Saison.
- TSV 1880 Wasserburg wird deutscher Frauenmeister der Saison 2015/16. Sie waren zudem Meister der regulären Saison.
- 22. April und 27. April: Finalspiele des ULEB Eurocups
- 29. April bis 1. Mai: Final Four des FIBA Europe Cups
- 13. Mai bis 15. Mai: Final Four der EuroLeague

## Biathlon

### Biathlon-Europameisterschaften
Die Biathlon-Europameisterschaften 2016 wurden von der Internationale Biathlon-Union im russischen Wintersportort Tjumen vom 23. bis 28. Februar 2016 ausgetragen. Mit vier Goldmedaillen, einer Silbermedaille und einer Bronzemedaille wurde Russland die erfolgreichste Nation bei diesen Titelkämpfen. Auf den zweiten Platz folgte Deutschland mit drei Goldmedaillen und drei Silbermedaillen und zwei Bronzemedaillen. Weder Österreich noch die Schweiz konnte eine Medaille gewinnen. Es wurden je ein Wettbewerb für Männer und Frauen in den Disziplinen Sprint, Verfolgung und Massenstart ausgetragen. Sowie wurde ein Single-Mixed-Staffel und Mixed-Staffel-Wettbewerb ausgetragen.

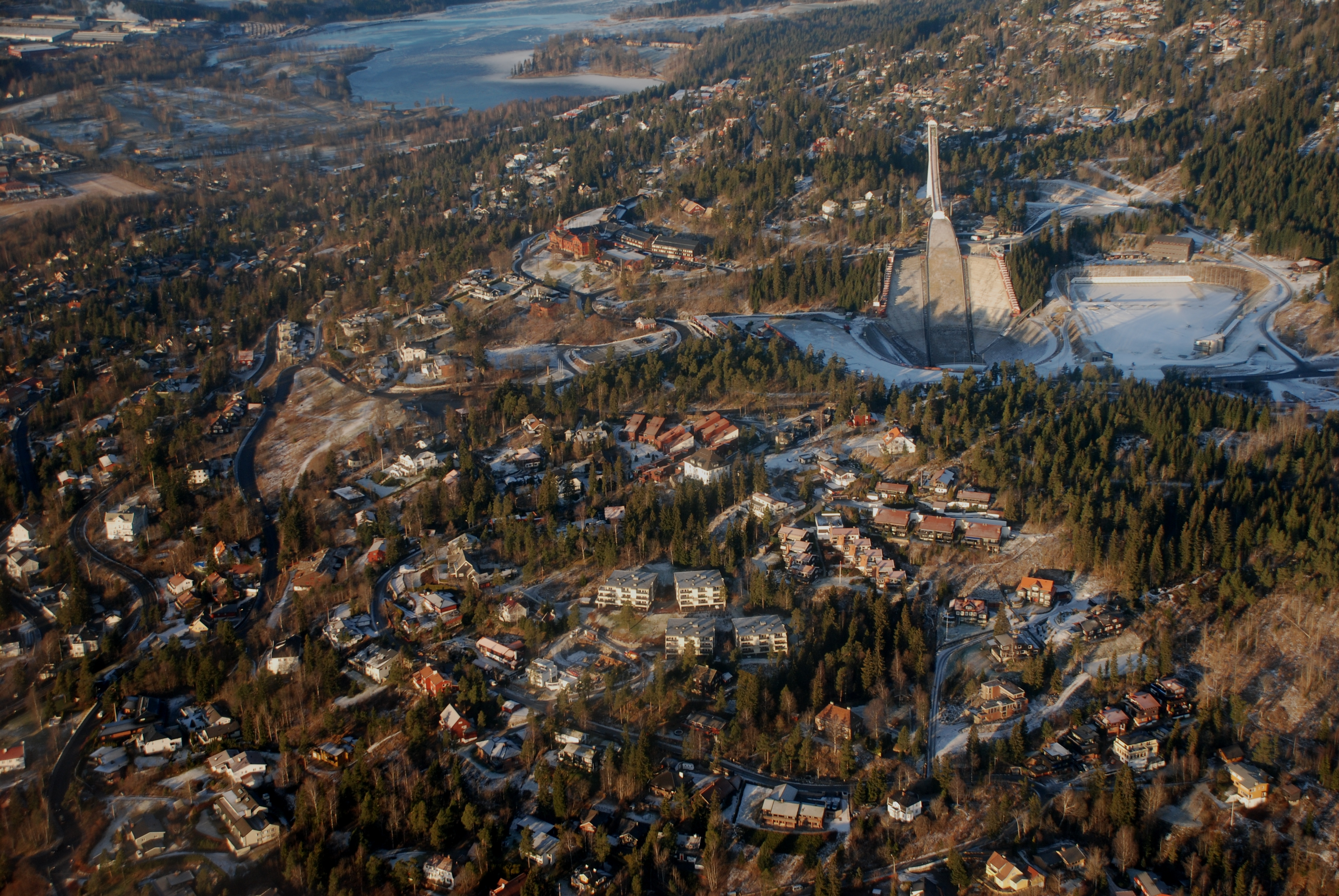
Austragungsort der Biathlon-Weltmeisterschaften

Die drei deutschen Goldmedaillen gewannen Nadine Horchler im Sprint, Luise Kummer und Florian Graf je im Massenstart. Luise Kummer konnte zudem gemeinsam mit Matthias Dorfer im Single-Mixed-Rennen die Silbermedaille hinter Russland gewinnen. Hinter zwei russischen Athleten konnte sich Florian Graf bei der Verfolgung zudem die Bronzemedaille sichern. Bei der Goldmedaille von Nadine Horchler komplettierten ihre Schwester Karolin Horchler und Annika Knoll das rein deutsche Podest. In der Verfolgung konnte Karolin Horchler nochmals die Silbermedaille gewinnen.

### Biathlon-Weltmeisterschaften
Die Internationale Biathlon-Union veranstaltete vom 2. bis zum 13. März in der norwegischen Hauptstadt Oslo auf den Holmenkollen die 48. Biathlon-Weltmeisterschaften. Für Frauen und für Männer wurden je ein Sprint-, Verfolgungs-, Einzel-, Massenstart- und Staffelrennen ausgetragen, und es fand ein Mixed-Team-Rennen statt. Wie auch bei den letzten Weltmeisterschaften war die Single-Mixed-Staffel kein Bestandteil der Weltmeisterschaften. Das französische Team stellte mit Martin Fourcade und Marie Dorin-Habert die beiden besten Athleten dieser Weltmeisterschaften und das französische Team war mit 11 Medaillen, von denen sechs goldene Medaillen waren, das erfolgreichste Team. Das deutsche Team holte eine Goldmedaille und je drei Silber- und Bronzemedaillen und war damit die drittbeste Nation im Medaillenspiegel. Auf dem vierten Platz folgte Österreich mit einer silbernen und einer bronzenen Medaille. Die Schweiz konnte bei diesen Biathlon-Weltmeisterschaften keine Medaille gewinnen.

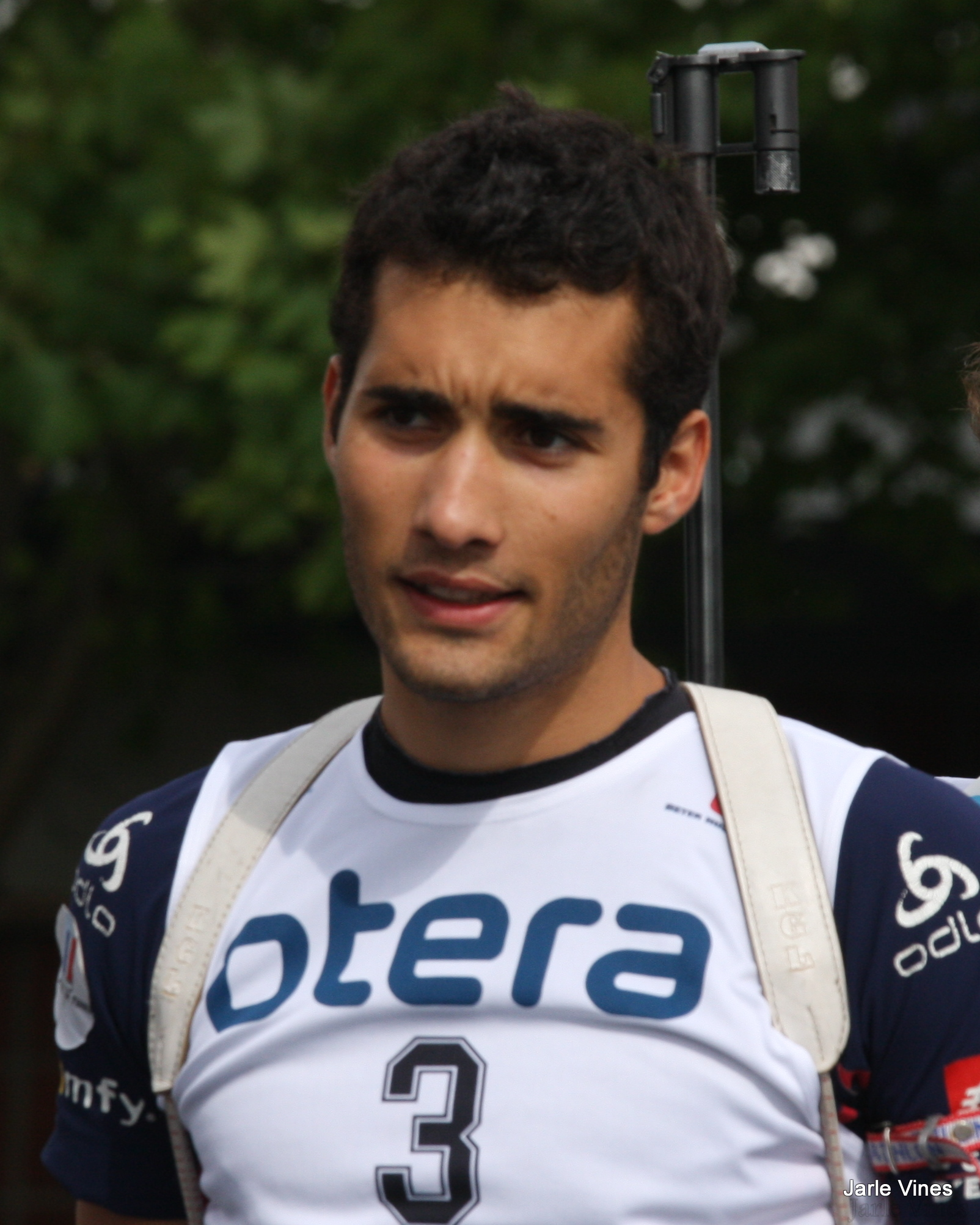
Erfolgreichster Athlet der Weltmeisterschaften: Martin Fourcade

Am 2. März wurden die Weltmeisterschaften mit einer Eröffnungsfeier gestartet und am folgenden Tag fand das Mixed-Staffel-Rennen statt. Das französische Team, bestehend aus Anaïs Bescond, Marie Dorin-Habert, Quentin Fillon Maillet und Martin Fourcade, gewann das Rennen vor dem deutschen und dem norwegischen Team. Das österreichische Team wurde Fünfter und das Team aus der Schweiz erreichte nur den 14. Platz. Die beiden anderen Staffelrennen fanden am 11. und am 12. März statt. Zuerst fand das Staffelrennen der Frauen statt, welches das norwegische Team bestehend aus Synnøve Solemdal, Fanny Horn Birkeland, Tiril Eckhoff und Marte Olsbu. Die Plätze zwei und drei gingen an Frankreich und Deutschland. Den 12. und 16. Platz erreichten Österreich und die Schweiz. Das Staffelrennen der Männer konnte auch das norwegische Team bestehend aus Ole Einar Bjørndalen, Tarjei Bø, Johannes Thingnes Bø, Emil Hegle Svendsen vor Deutschland und dem Überraschungsteam Kanada für sich entscheiden. Das österreichische Team wurde Vierter und das Schweizer Team erreichte den 10. Platz.
Die beiden Sprintrennen fanden am 5. März statt. Zuerst wurde das Männerrennen ausgetragen, welches Martin Fourcade vor Ole Einar Bjørndalen und Serhij Semenow gewinnen konnte. Bester Deutscher wurde Arnd Peiffer auf 7. Platz. Der beste Österreicher Dominik Landertinger wurde Neunter und der beste Schweizer Serafin Wiestner Elfter. Das Frauenrennen gewann die Norwegerin Tiril Eckhoff vor Marie Dorin-Habert und der deutschen Laura Dahlmeier. Mit Platz 16 wurde Lisa Hauser beste Österreicherin und die beste Schweizerin Lena Häcki erreichte den 21. Platz.
Die Verfolgungsrennen, welche auf den Sprintrennen aufbauten, wurden am 6. März ausgetragen. Im Sprintrennen konnte Martin Fourcade sein drittes Gold gewinnen. Die Plätze zwei und drei gingen an Ole Einar Bjørndalen und Emil Hegle Svendsen. Bester Deutscher wurde Eric Lesser auf Platz sieben, bester Österreicher Dominik Landertinger auf Platz 13 und bester Schweizer Serafin Wiestner auf Platz 20. Das Verfolgungsrennen der Damen konnte Laura Dahlmeier vor Dorothea Wierer und Marie Dorin-Habert. Lisa Hauser, die beste Österreicherin, wurde 20. und Lena Häcki, die beste Schweizerin, erreichte den 33. Platz.
Am 9. und am 10. März wurden die Einzelrennen ausgetragen. Das Frauenrennen machte den Anfang und die Französin Marie Dorin-Habert konnte das Rennen vor Anaïs Bescond und Laura Dahlmeier gewinnen. Als 13 wurde Lisa Hauser beste Österreicherin und als 17 wurde Selina Gasparin beste Schweizerin. Bei den Männern gewann Martin Fourcade sein viertes Gold vor den beiden Österreichern Dominik Landertinger und Simon Eder. Eric Lesser wurde auf Platz sieben bester Deutscher und der beste Schweizer Benjamin Weger erreichte nur den 49. Platz.
Den Abschluss bildeten am 13. März die beiden Massenstartrennen. Das zuerst gestartete Rennen der Frauen konnte Marie Dorin-Habert vor Laura Dahlmeier und Kaisa Mäkäräinen gewinnen. Beste Österreicherin wurde Lisa Hauser als 21. Eine Schweizer Starterin qualifizierte sich nicht für den Massenstart. Das Rennen der Männer konnte Johannes Thingnes Bø vor Martin Fourcade und Ole Einar Bjørndalen gewinnen. Arnd Peiffer wurde als bester Deutscher Fünfter und Simon Eder als bester Österreicher Elfter. Auf Platz 27 landete der beste Schweizer Serafin Wiestner.

## Bandy

### Bandy-Weltmeisterschaft der Frauen
Zwischen dem 18. und 21. Februar wurde die achte Bandy-Weltmeisterschaft der Damen im Guidant John Rose Minnesota Oval in der US-amerikanischen Stadt Roseville ausgetragen. Die Weltmeisterschaft wurde durch das Spiel zwischen den Vereinigten Staaten und China am 18. Februar eröffnet. Im Finale am 21. Februar standen sich mit Schweden und Russland die bisher einzigen Brandy-Weltmeister gegenüber. Die Schwedinnen konnten sich mit 1:0 gegen den Titelverteidiger Russland durchsetzen und dadurch den siebten Bandy-Weltmeistertitel gewinnen. Im Spiel um Platz drei setzte sich Norwegen mit 2:3 gegen Kanada durch.

### Bandy-Weltmeisterschaft
In der russischen Stadt Uljanowsk wurde vom 1. bis zum 14. Februar die 36. Bandy-Weltmeisterschaft ausgetragen. Mit der Ausnahme von zwei Spielen, welche in Dimitrowgrad ausgetragen wurden, fanden alle Spiele der Weltmeisterschaft in Uljanowsk statt.
Die sogenannte A-Division wurde durch das Spiel zwischen den Vereinigten Staaten und Lettland am 1. Februar eröffnet und endete mit dem Finale zwischen Russland und Finnland am 7. Februar. Die russische Mannschaft konnte sich mit 6:1 durchsetzen und dadurch ihren zehnten Weltmeistertitel gewinnen. Im Spiel um Platz drei konnte sich Schweden mit 4:0 gegen Kasachstan durchsetzen.
Die B-Division wurde mit dem Spiel zwischen der Mongolei und Japan am 10. Februar eröffnet. Am 14. Februar wurde das Finale der B-Division zwischen Deutschland und Ungarn ausgespielt, in welchem sich Deutschland mit 5:4 durchsetzen konnte. Durch den Turniersieg darf die deutsche Mannschaft bei der nächsten Bandy-Weltmeisterschaft an der A-Division teilnehmen, während Lettland bei der nächsten Weltmeisterschaft an der B-Division teilnahm.

## Billard

### Snookerweltmeisterschaft

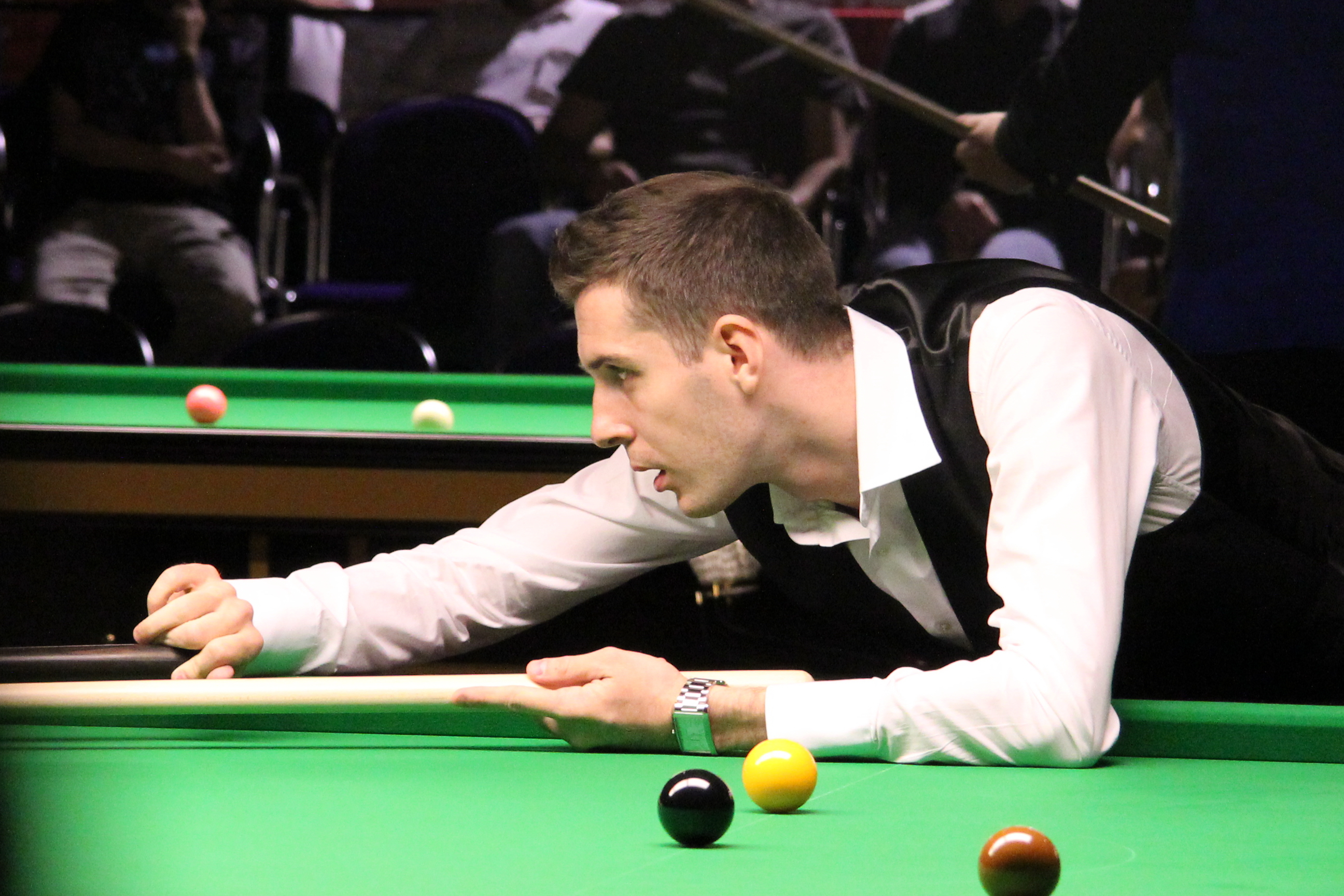
Gewinner: Mark Selby

Die World Professional Billiards & Snooker Association veranstaltete zwischen dem 16. April und dem 2. Mai die Snookerweltmeisterschaft. Die Weltmeisterschaft bildet den Abschluss der Snooker-Saison 2015/16 und wurde im Crucible Theatre in der englischen Stadt Sheffield ausgetragen. Im Finale am ersten und zweiten Mai standen sich der Chinese Ding Junhui und der Engländer Mark Selby gegenüber. Mit 14:18 verlor der Chinese gegen den Engländer Mark Selby und konnte zum zweiten Mal nach 2014 die Snookerweltmeisterschaft gewinnen. Zudem sicherte er sich den ersten Platz in der Weltrangliste. Ding Junhui konnte sich auf den neunten Rang der Weltrangliste verbessern und erreichte als erster chinesischer Snooker-Profi das Finale bei einer Weltmeisterschaft. Das höchste Break im Turnier erreichte mit 143 der Engländer Kyren Wilson.

## Darts

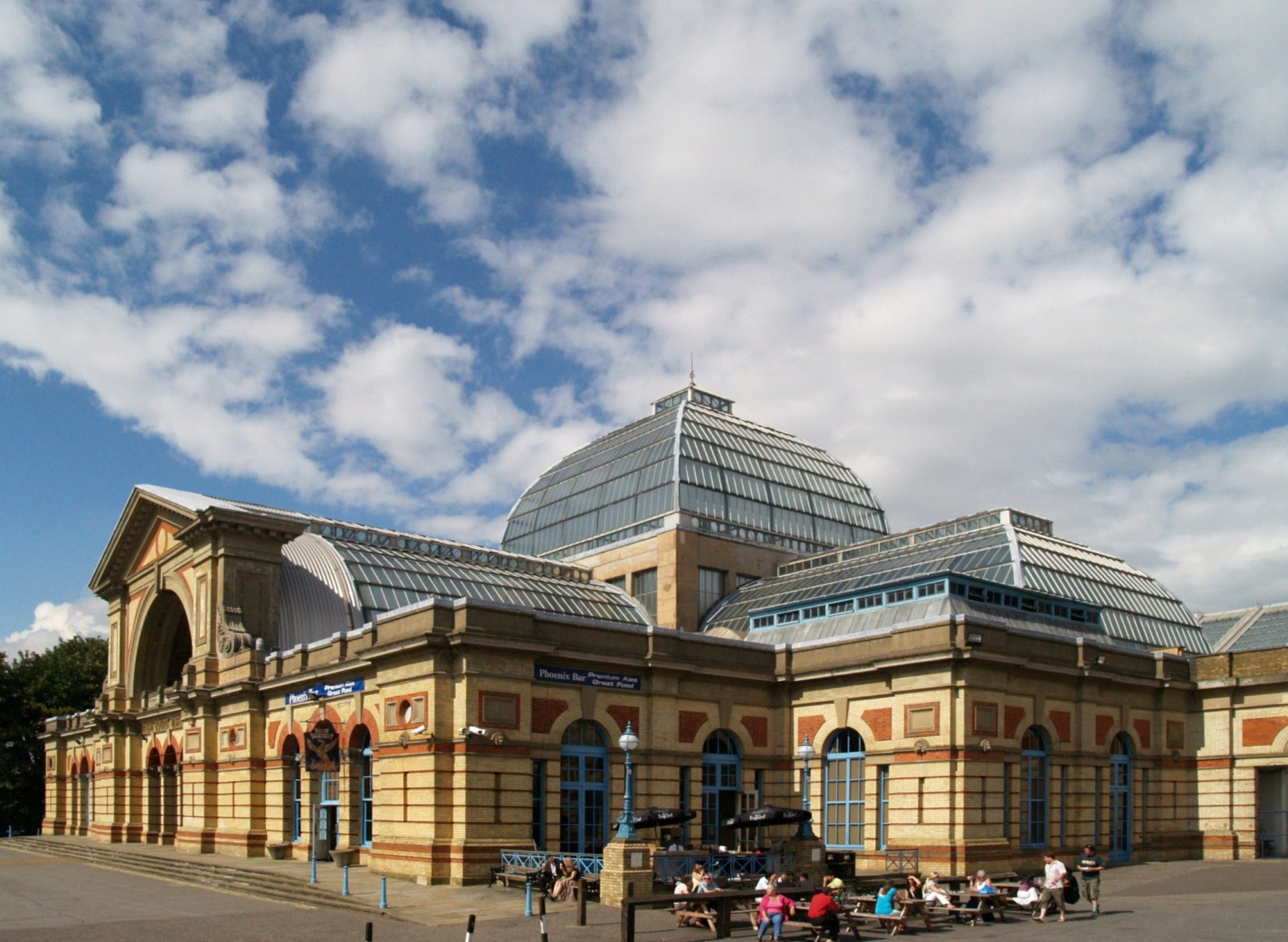
Schauplatz der PDC World Darts Championship

### BDO World Darts Championship
Die Darts-Weltmeisterschaft der BDO fand zwischen dem 2. und dem 10. Januar im Lakeside Country Club in Frimley Green statt. Im Finale der Frauen am 10. Januar konnte sich die neunmalige Weltmeisterin Trina Gulliver aus England gegen die Weltranglistenerste im BDO-Ranking Deta Hedman aus England durchsetzen und das Finale der Männer am 10. Januar konnte der Engländer Scott Waites gegen den Kanadier Jeff Smith für sich entscheiden.

### PDC World Darts Championship
Vom 17. Dezember 2015 bis zum 3. Januar fanden im Alexandra Palace in London die Darts-Weltmeisterschaft der PDC statt. Im Finale am 3. Januar konnte sich der Titelverteidiger Gary Anderson aus Schottland gegen den zweimaligen Weltmeister Adrian Lewis aus England durchsetzen. Die beiden deutschen Teilnehmer Jyhan Artut, René Eidams und Max Hopp kamen nicht über die 1. Runde hinaus. Während der Österreicher Rowby-John Rodriguez in der ersten Runde ausschied, konnte sein Landsmann Mensur Suljović das Achtelfinale erreichen.

## Eishockey

### Nationale Meisterschaften
- April – Im DEL-Finale der Saison 2015/16 bezwingt Red Bull München die Grizzlys Wolfsburg in der Serie „best of seven“ mit 4:0.
- Deutscher Meister bei den Frauen werden die Spielerinnen des ECDC Memmingen.
- Juni: Die Pittsburgh Penguins gewinnen zum vierten Mal seit ihrem Bestehen den Stanley Cup nach dem Triumph über die San Jose Sharks.

### Weltmeisterschaft
- 21. Mai – Durch ein 0:2 im Finale gegen Finnland gewinnt Kanada 2016 die Eishockey-Weltmeisterschaft.

## Handball

### Handball-Afrikameisterschaft der Männer
Vom 21. bis zum 30. Januar 2016 veranstaltete die Confédération Africaine de Handball die 22. Handball-Afrikameisterschaft in Ägypten. Mit den Spiel zwischen Angola und Kenia wurde die Afrikameisterschaft in Kairo am 21. Januar eröffnet. Im Finale am 30. Januar standen sich der Gastgeber Ägypten und der Rekordsieger Tunesien gegenüber. Mit den 21:19-Sieg konnte sich der Gastgeber seinen siebten Titel und damit auch die Qualifikation für das olympische Handballturnier in Rio de Janeiro und für die Weltmeisterschaft 2017 in Frankreich qualifizieren. Zudem konnten sich auch Tunesien und Angola für die Weltmeisterschaft.

### Handball-Asienmeisterschaft der Männer
Die 17. Handball-Europameisterschaft veranstaltete die Asian Handball Federation vom 15. Januar bis zum 28. Januar zum zweiten Mal hintereinander in Bahrain. Das Eröffnungsspiel des Turniers war das Spiel zwischen China und den Vereinigten Arabischen Emiraten am 15. Januar in Madinat Isa. Am 28. Januar kam es im Finale wie bei der Asienmeisterschaft 2014 zum Duell zwischen Katar und Bahrain, welches Katar mit 27:22 für sich entscheiden konnte. Damit waren sie für das olympische Handballturnier in Rio de Janeiro qualifiziert. Weil Weltmeister Frankreich als Gastgeber und dadurch Katar als Vizeweltmeister schon für die Weltmeisterschaft 2017 qualifiziert war, qualifizierten sich Bahrain, Japan und Saudi-Arabien für die WM.

### Handball-Europameisterschaft der Frauen
Zwischen dem 4. und dem 18. Dezember veranstaltet die Europäische Handballföderation die 12. Handball-Europameisterschaft der Frauen in Schweden. Neben den Gastgeber Schweden sind bisher Frankreich und Russland für die Europameisterschaft qualifiziert.

### Handball-Europameisterschaft der Herren

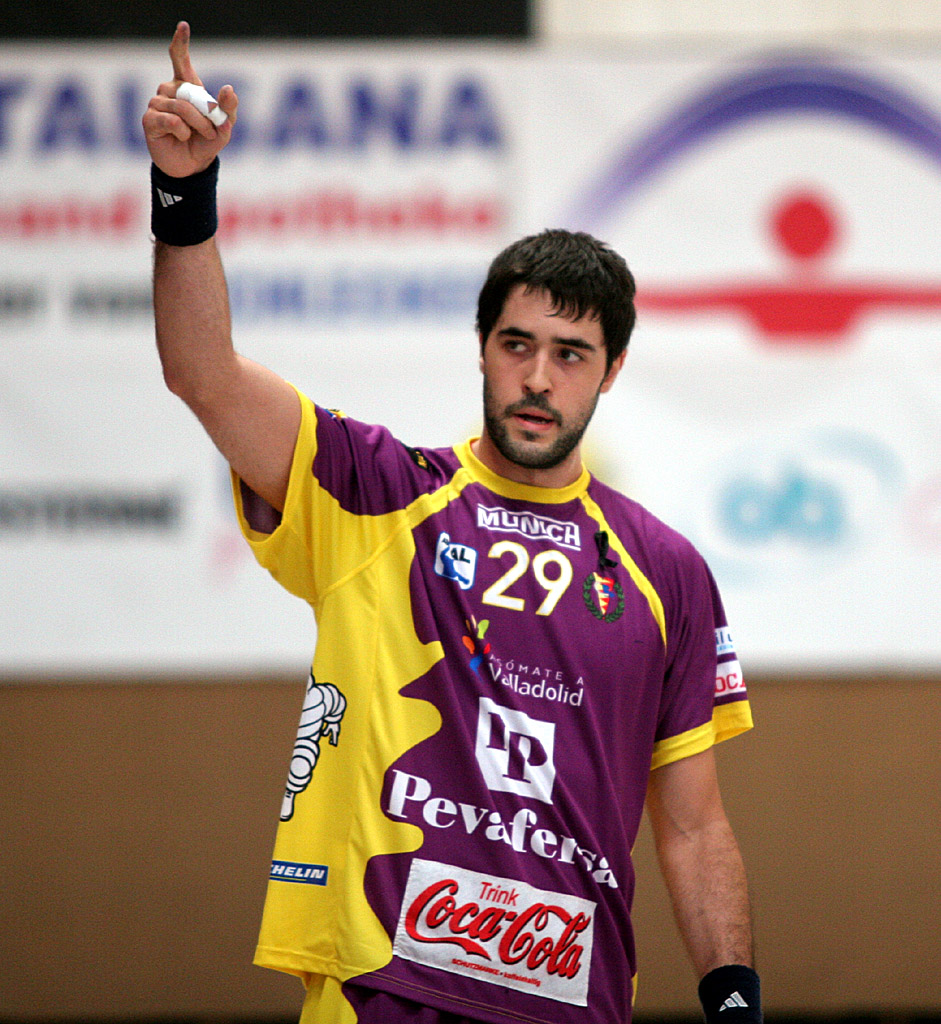
Bester Spieler der EM: Raúl Enterrios

Die Europäische Handballföderation veranstaltete vom 15. bis zum 31. Januar in Polen die 12. Handball-Europameisterschaft der Herren. Eröffnet wurde die Europameisterschaft am 15. Januar in Katowice mit dem Spiel Kroatien gegen Belarus. Das Finale zwischen Deutschland und Spanien fand am 31. Januar in Krakau statt. Dort konnte sich deutsche Nationalmannschaft klar und deutlich mit 24:17 durchsetzen. Damit sicherten sich die Deutschen ihren zweiten Europameistertitel nach 2004 und qualifizierten sich so für das olympische Handballturnier in Rio de Janeiro und für die Weltmeisterschaft 2017 in Frankreich. Zudem hat sich auch Spanien als zweiter Finalist und Kroatien als Drittplatzierter für die Weltmeisterschaft qualifiziert. Als bester Spieler wurde der Spanier Raúl Entrerríos ausgezeichnet und den besten Torschützen stellt die spanische Nationalmannschaft mit Valero Rivera.

### Vereinsmeisterschaften
- Deutscher Meister der Saison 2015/16 werden die Rhein-Neckar Löwen vor der SG Flensburg-Handewitt.
- Deutscher Handball-Meister der Frauen der Saison 2015/16 werden die Spielerin des Thüringer HC.
- Deutscher Pokalsieger wird der SC Magdeburg durch ein 32:30 über die SG Flensburg-Handewitt.
- Deutscher Pokalsieger der Frauen wird der HC Leipzig durch ein 29:28 über Borussia Dortmund.
- KS Kielce aus Polen gewinnt die EHF Champions League durch ein 39:28 n.S. über KC Veszprém aus Ungarn.
- CSM Bukarest aus Rumänien gewinnen die EHF Champions League der Frauen durch ein 29:26 n.S. über Győri ETO KC aus Ungarn.
- Frisch Auf Göppingen gewinnen den EHF-Pokal durch ein 32:26 über HBC Nantes aus Frankreich.
- Dunaújvárosi Kohász KA aus Ungarn gewinnen den EHF-Pokal der Frauen gegen die TuS Metzingen.

## Fechten

### Fechtweltmeisterschaften
Die Fechtweltmeisterschaften 2016 wurden vom 25. bis 27. April in Rio de Janeiro ausgetragen.

### Fechteuropameisterschaften
Die 29. Fechteuropameisterschaften fanden vom 20. bis 25. Juni 2016 in Toruń (Polen) statt.

## Fußball

### Afrikanische Nationenmeisterschaft
Die Confédération Africaine de Football veranstaltete vom 16. Januar bis zum 7. Februar die 4. Afrikanische Nationenmeisterschaft in Ruanda. Im Vergleich zur Afrikameisterschaft sind bei diesem Turnier nur Spieler zugelassen, welche in den heimatlichen Ligen spielen. Am 16. Januar wurde das Turnier durch das Spiel Ruanda gegen die Elfenbeinküste in Kigali sowie das Spiel zwischen der Demokratischen Republik Kongo und Äthiopien in Butare eröffnet. Im Finale standen sich die Demokratische Republik Kongo und Mali gegenüber und mit 3:0 konnte sich die DR Kongo durchsetzen. Sie konnten nach 2009 zum zweiten Mal gewinnen und sind dadurch Rekordsieger des Wettbewerbs.

### CAF Super Cup
Der 24. CAF Super Cup wurde am 20. Februar im Stade TP Mazembe in Lubumbashi ausgetragen. Als Sieger der CAF Champions League 2015 war Tout Puissant Mazembe aus der Demokratischen Republik Kongo qualifiziert und der tunesische Verein Étoile Sportive du Sahel als Sieger des CAF Confederations Cup 2015. Mit 2:1 konnte sich der Champions-League-Sieger durchsetzen und sich nach 2010 und 2011 ihren dritten Titel sichern.

### U-23-Fußball-Asienmeisterschaft
Die 2. U-23-Fußball-Asienmeisterschaft wurde von der Asian Football Confederation (AFC) zwischen dem 12. und 30. Januar in Katar ausgetragen. Das Turnier wurde durch zwei Spiele der Gruppe A am 12. Januar eröffnet. Die Finalpaarung vom 30. Januar lautete Japan gegen Südkorea. Japan konnte sich mit 3:2 durchsetzen und gewann damit zum ersten Mal die U-23-Asienmeisterschaft. Dieses Turnier wurde auch als Qualifikation für das olympische Fußballturnier genutzt und deswegen konnten sich Japan, Südkorea und der Irak für dieses olympische Turnier qualifizieren.

### Nationale Meisterschaften
- Argentinien: Im Finale der Primera División setzt sich Lanús gegen San Lorenzo durch. Torschützenkönig mit 15 Toren wird José Sand (Lanús, Argentinien).
- Belgien: Der FC Brügge gewinnt die belgische Meisterschaft. Torschützenkönige mit 14 Toren werden Sofiane Hanni (KV Mechelen, Algerien) und Jérémy Perbet (Sporting Charleroi, Frankreich).
- Brasilien: Sieger der Saison 2016 der Campeonato Brasileiro Série A wird SE Palmeiras. Torschützenkönige mit 14 Toren werden Diego Souza (Sport, Brasilien), William Pottker (Ponte Preta, Brasilien) und Fred (Fluminense & Atlético Mineiro, Brasilien).
- Deutschland: FC Bayern München wird in der Saison 2015/16 Deutscher Meister vor Borussia Dortmund. Torschützenkönig mit 30 Toren wird Robert Lewandowski (FC Bayern München, Polen).
- Deutschland (Frauen): FC Bayern München wird in der Saison 2015/16 Deutscher Meister der Frauen vor VfL Wolfsburg. Torschützenkönigin mit 17 Toren wird Mandy Islacker (1. FFC Frankfurt, Deutschland).
- England: Sieger der Premier-League-Saison 2015/16 wird Leicester City. Vizemeister wird FC Arsenal. Torschützenkönig mit 25 Toren wird Harry Kane (Tottenham Hotspur, England).
- England (Frauen): Meister der FA Women′s Super League wird Manchester City Women vor Chelsea Ladies FC. Torschützenkönigin mit Eniola Aluko Toren wird Eniola Aluko (Chelsea Ladies FC, England).
- Frankreich: Meister der französischen Division 1 wird Paris Saint-Germain. Torschützenkönig mit 38 Toren wird Zlatan Ibrahimović (Paris Saint-Germain, Schweden).
- Frankreich (Frauen): Meister der französischen Division 1 Féminine wird Olympique Lyon vor Paris Saint-Germain. Torschützenkönigin mit 20 Toren wird Ada Hegerberg (Olympique Lyon, Norwegen).
- Italien: Juventus Turin kann die Meisterschaft vor SSC Neapel verteidigen. Torschützenkönig mit 36 Toren wird Gonzalo Higuaín (SSC Neapel, Argentinien).
- Japan: Im Finale der J. League setzte sich Kashima Antlers aufgrund der mehr geschossenen Auswärtstore gegen Urawa Red Diamonds durch. Torschützenkönige mit 19 Toren werden Leandro Montera da Silva (Vissel Kōbe, Brasilien) und Peter Utaka (Sanfrecce Hiroshima, Nigeria).
- Niederlande: PSV Eindhoven kann die niederländische Meisterschaft vor Ajax Amsterdam verteidigen. Torschützenkönig mit 27 Toren wird Vincent Janssen (AZ Alkmaar, Niederlande).
- Österreich: FC Red Bull Salzburg wird österreichischer Fußballmeister. Torschützenkönig mit 21 Toren wird Jonatan Soriano (FC Red Bull Salzburg, Spanien).
- Polen: Sieger der Ekstraklasa-Saison 2015/16 wird Legia Warschau. Torschützenkönig mit 28 Toren wird Nemanja Nikolics (Legia Warschau, Ungarn).
- Portugal: Benfica Lissabon kann die Meisterschaft vor Sporting Lissabon verteidigen. Torschützenkönig mit 32 Toren wird Jonas (Benfica Lissabon, Brasilien).
- Schweiz: Der FC Basel wird Sieger der 119. Schweizer Meisterschaft. Torschützenkönig mit 19 Toren wird Munas Dabbur (Grasshopper Club Zürich, Israel).
- Spanien: FC Barcelona sichert sich die spanische Meisterschaft vor dem Real Madrid. Torschützenkönig mit 40 Toren wird Luis Suárez (FC Barcelona, Uruguay).
- Spanien (Frauen): Athletic Bilbao wird in der Saison 2015/16 Spanischer Meister der Frauen vor dem FC Barcelona.
- Südkorea: Der FC Seoul gewinnt die südkoreanische Meisterschaft. Torschützenkönig mit 20 Toren wird Jung Jo-gook (Gwangju FC, Südkorea).
- Tschechien: Sieger in der Saison 2015/16 der höchsten tschechischen Spielklasse wird Viktoria Pilsen vor Sparta Prag. Torschützenkönig mit 20 Toren wird David Lafata (Sparta Prag, Tschechien).
- USA: Im Finale der Major League Soccer setzte sich Seattle Sounders gegen den Toronto FC im Elfmeterschießen durch. Torschützenkönig mit 24 Toren wird Bradley Wright-Phillips (New York Red Bulls, England).
- USA (Frauen): Im Finale der National Women’s Soccer League setzten sich Western New York Flash gegen die Washington Spirit im Elfmeterschießen durch. Torschützenkönigin mit 11 Toren wird Kealia Ohai (Houston Dash, Vereinigte Staaten).

### Internationale Vereinsmeisterschaften
- UEFA Champions League: Real Madrid bezwingt am 28. Mai im Giuseppe-Meazza-Stadion in Mailand Atlético Madrid mit 5:3 i. E.
- UEFA Women’s Champions League: Olympique Lyon bezwingt am 26. Mai im Mapei Stadium – Città del Tricolore in der Reggio nell’Emilia den VfL Wolfsburg mit 3:4 i. E.
- UEFA Europa League: In Basel gewinnt FC Sevilla am 18. Mai mit 1:3 gegen den FC Liverpool.
- Die Copa Libertadores gewinnt im Finale aus Hin- und Rückspiel Atlético Nacional (Kolumbien) gegen Independiente del Valle (Ecuador).
- Die FIFA-Klub-Weltmeisterschaft sichert sich Real Madrid (Spanien) durch ein 4:2 n. V. gegen Kashima Antlers aus Japan.

## Formelsport

### Formel-1-Weltmeisterschaft

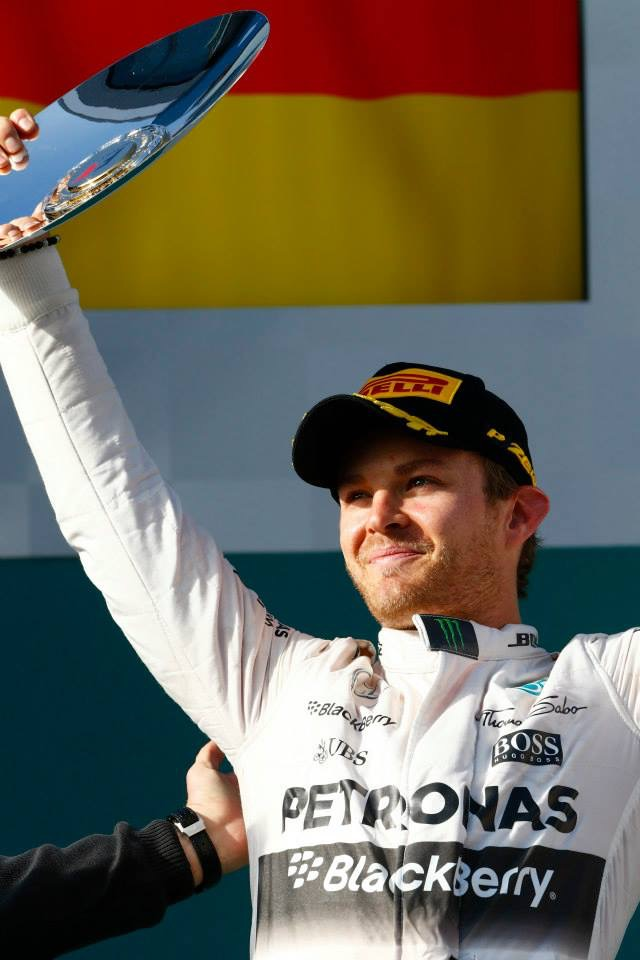
Aktueller Führender in der Formel 1: Nico Rosberg

Die Formel-1-Weltmeisterschaft 2016 war die 67. Auflage und startete am 20. März mit dem Großen Preis von Australien. Die Saison endete am 27. November mit dem Großen Preis von Abu Dhabi und folgende Grand Prix wurden ausgefahren:
| - 20. März: Großer Preis von Australien - 3. April: Großer Preis von Bahrain - 17. April: Großer Preis von China - 1. Mai: Großer Preis von Russland - 15. Mai: Großer Preis von Spanien - 29. Mai: Großer Preis von Monaco - 12. Juni: Großer Preis von Kanada - 19. Juni: Großer Preis von Europa - 3. Juli: Großer Preis von Österreich - 10. Juli: Großer Preis von Großbritannien - 24. Juli: Großer Preis von Ungarn | - 31. Juli: Großer Preis von Deutschland - 28. August: Großer Preis von Belgien - 4. September: Großer Preis von Italien - 18. September: Großer Preis von Singapur - 2. Oktober: Großer Preis von Malaysia - 9. Oktober: Großer Preis von Japan - 23. Oktober: Großer Preis der USA - 30. Oktober: Großer Preis von Mexiko - 13. November: Großer Preis von Brasilien - 27. November: Großer Preis von Abu Dhabi |

Mit insgesamt 21 Rennen stellt diese Formel-1-Saison einen neuen Rekord auf. Im Vergleich zum letzten Jahr kehrt der Große Preis von Deutschland und der Große Preis von Europa in den Rennkalender zurück. Zum ersten Mal wird der Große Preis von Europa in der aserbaidschanischen Hauptstadt Baku ausgetragen. Auch bei den Teams gab es Neuerungen. Das Lotus F1 Team wurde von Renault übernommen und tritt nun unter dem Namen Renault Sport F1 Team. Dadurch hat Renault seit 2009 wieder ein Werksteam. Durch den Einstieg von Haas F1 Team treten 11 Teams mit je zwei Fahrern bei der F1-Weltmeisterschaft an. Nach dem ersten Grand-Prix führt Nico Rosberg durch seinen Sieg die Fahrerwertung an und sein Team Mercedes AMG F1 Team die Konstrukteurswertung an.

## Futsal

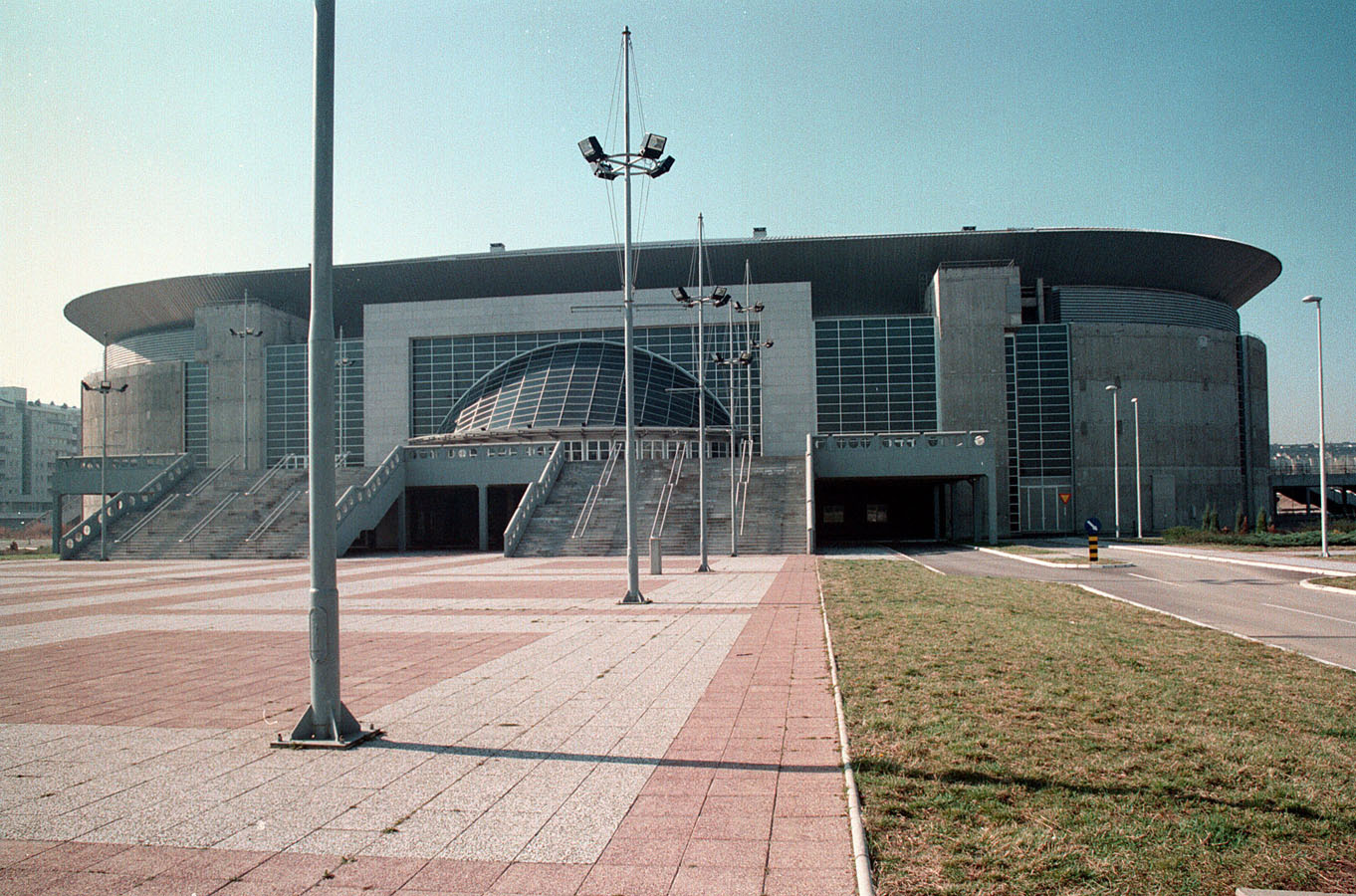
Austragungsort: Kombank-Arena

### Futsal-Europameisterschaft
Die 10. Futsal-Europameisterschaft fand – organisiert von der Union of European Football Associations – zwischen dem 2. und dem 13. Februar statt. Austragungsort war die Kombank-Arena in der serbischen Hauptstadt Belgrad. Das Turnier wurde mit den Spielen zwischen Serbien und Slowenien sowie Spanien und Ungarn am 2. Februar eröffnet und im Finale standen sich am 13. Februar Russland und Spanien gegenüber. Mit 7:3 konnte sich Spanien durchsetzen und konnte ihren siebten Europameistertitel bejubeln. Dadurch baute Spanien seine Vormachtstellung im europäischen Futsal weiter aus. Im Gegensatz dazu musste Russland zum fünften Mal ein Europameisterschaftsfinalspiel als Verlierer verlassen.

### Futsal-Weltmeisterschaft
Die Fédération Internationale de Football Association veranstaltet vom 10. September bis 1. Oktober in Kolumbien die 8. Futsal-Weltmeisterschaft. Der Titelverteidiger ist der Rekordsieger Brasilien mit insgesamt fünf von möglichen sieben Titeln.

## Motorradsport

### Motorrad-Weltmeisterschaft

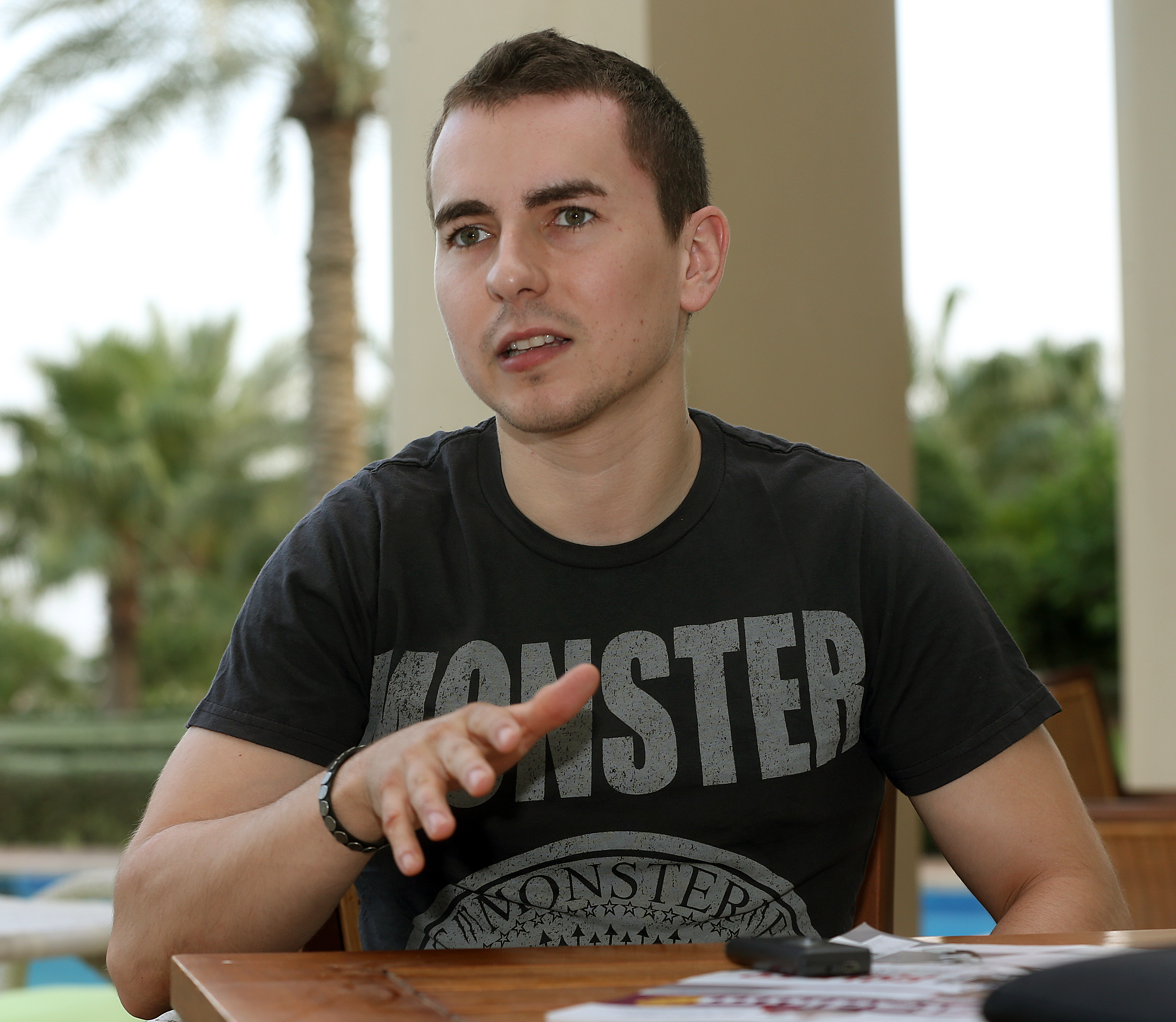
Aktueller Führender in der MotoGP-Klasse: Jorge Lorenzo

Die Fédération Internationale de Motocyclisme veranstaltet im Jahr 2016 die 68. Motorrad-Weltmeisterschaft. Die Saison wurde am 20. März mit dem Großen Preis von Katar gestartet und findet ihren Abschluss am 13. November 2016 mit dem Großen Preis von Valencia. Darüber hinaus gehören folgende Rennen zur Weltmeisterschaft:
| - 20. März: Großer Preis von Katar - 3. April: Großer Preis von Argentinien - 10. April: Grand Prix of The Americas - 24. April: Großer Preis von Spanien - 8. Mai: Großer Preis von Frankreich - 22. Mai: Großer Preis von Italien - 5. Juni: Großer Preis von Katalonien - 26. Juni: Dutch TT - 17. Juli: Großer Preis von Deutschland | - 14. August: Großer Preis von Österreich - 21. August: Großer Preis von Tschechien - 4. September: Großer Preis von Großbritannien - 11. September: Großer Preis von San Marino - 25. September: Großer Preis von Aragonien - 16. Oktober: Großer Preis von Japan - 23. Oktober: Großer Preis von Australien - 30. Oktober: Großer Preis von Malaysia - 13. November: Großer Preis von Valencia |

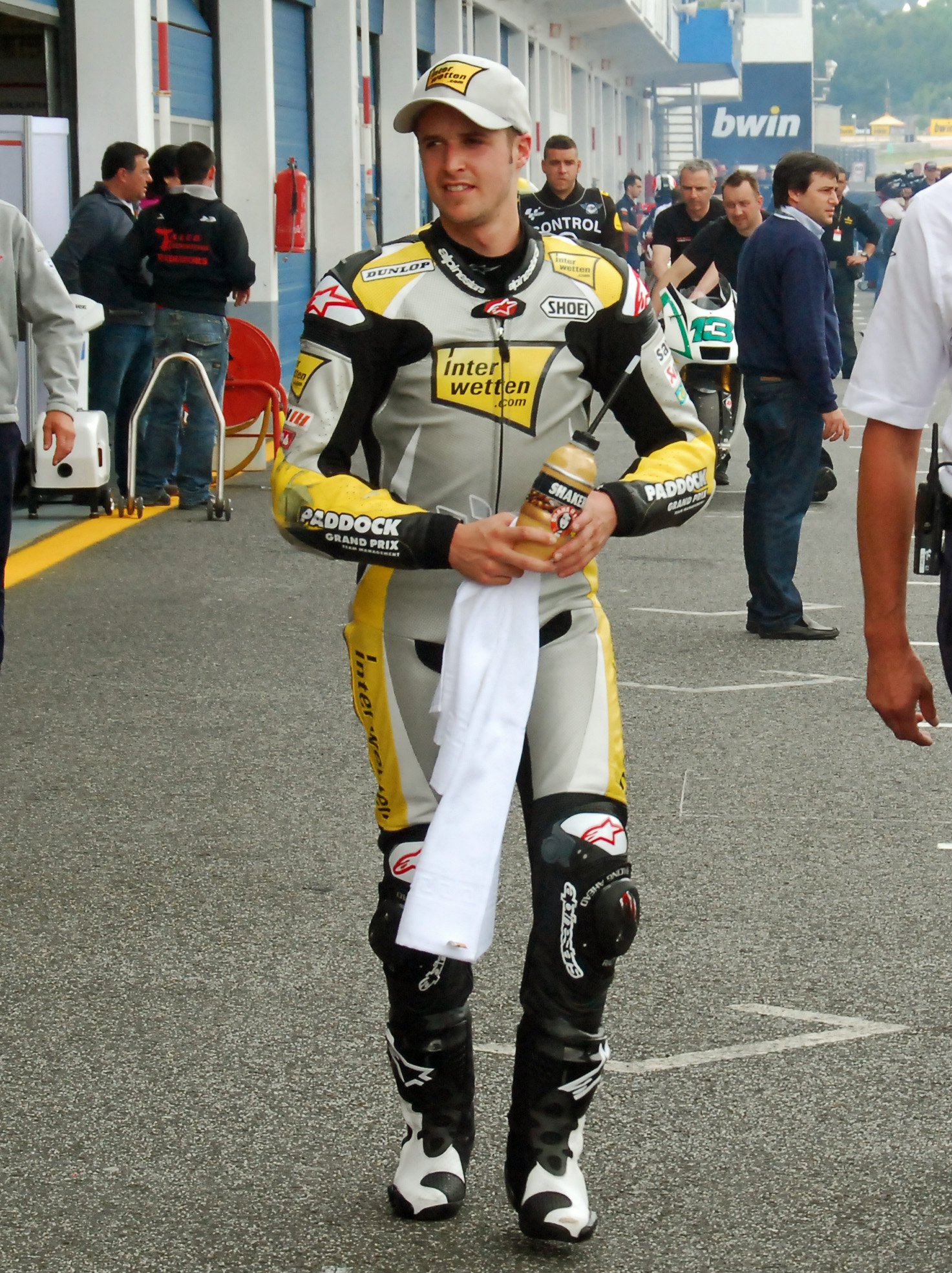
Aktueller Führender in der Moto2-Klasse: Thomas Luthi

Im Vergleich zur vorhergehenden Saison wurde der Große Preis von Indianapolis gestrichen und durch den Großen Preis von Österreich ersetzt. Die Weltmeisterschaft wird in den Klassen MotoGP, Moto2 und Moto3 ausgefahren.
Nach dem Rennen in Katar führt der Spanier Jorge Lorenzo durch seinen Sieg die Wertung in der MotoGP-Klasse an vor dem Italiener Andrea Dovizioso und seinem Landsmann Marc Márquez. Das gesamtführende Team in dieser Klasse ist Movistar Yamaha MotoGP und der gesamtführende Konstrukteur Yamaha.
In der Moto2 konnte der Schweizer Thomas Lüthi das Rennen in Katar gewinnen und führt dadurch in der Gesamtwertung vor dem Spanier Luis Salom und dem Italiener Simone Corsi. Der gesamtführende Konstrukteur ist Kalex. In der Motor3-Klasse konnte der Italiener Niccolò Antonelli das Rennen vor dem Südafrikaner Brad Binder und seinem Landsmann Francesco Bagnaia gewinnen. In der Konstrukteurswertung führt das Team Honda.

### Superbike-Weltmeisterschaft
- Der 29-jährige Brite Jonathan Rea gewinnt auf Kawasaki ZX-10R vor seinen Landsmännern Tom Sykes (ebenfalls Kawasaki ZX-10R) und Chaz Davies (Ducati Panigale R) die Fahrerwertung und verteidigt damit seinen Titel aus dem Vorjahr. In der Konstrukteurswertung setzt sich Kawasaki gegen Ducati und Honda durch.

Details: Superbike-Weltmeisterschaft 2016

### Supersport-Weltmeisterschaft
- Der Türke Kenan Sofuoğlu gewinnt auf Kawasaki ZX-6R vor dem Franzosen Jules Cluzel (MV Agusta F3 675) und dem Schweizer Randy Krummenacher (ebenfalls Kawasaki ZX-6R) die Fahrerwertung. Für den 32-Jährigen ist dies der fünfte Supersport-WM-Titel seiner Karriere. In der Konstrukteurswertung setzt sich Kawasaki gegen Honda und MV Agusta durch.

Details: Supersport-Weltmeisterschaft 2016

### Internationale Deutsche Motorradmeisterschaft
- IDM-Saison 2016

## Rallyesport

### Rallye-Weltmeisterschaft

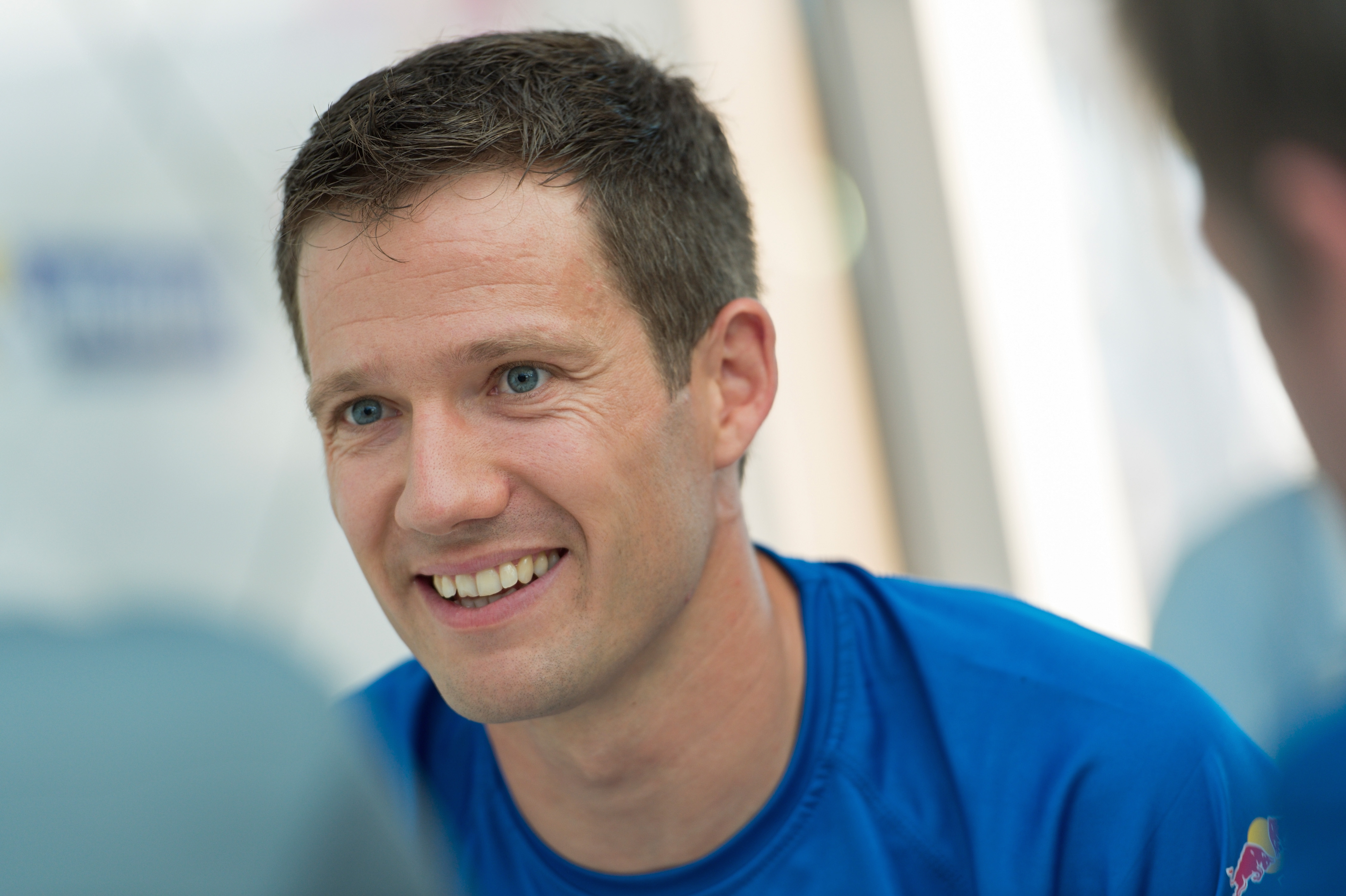
Aktueller Führender in der WRC-Wertung: Sébastien Ogier

Im Jahr 2016 veranstaltet die Fédération Internationale de l’Automobile die 44. FIA-Rallye-Weltmeisterschaft. Sie startete am 21. Januar mit der Rallye Monte Carlo und endet am 20. November mit der Rallye Australien. Die folgenden Rallyes zählen zur Weltmeisterschaft:
| - 21.–24. Januar 2016: Rallye Monte Carlo 2016 - 12.–14. Februar 2016: Rallye Schweden 2016 - 4.–6. März 2016: Rallye Mexiko 2016 - 22.–24. April 2016: Rallye Argentinien 2016 - 20.–22. Mai 2016: Rallye Portugal - 10.–12. Juni 2016: Rallye Sardinien - 1.–3. Juli 2016: Rallye Polen | - 29.–31. Juli 2016: Rallye Finnland - 19.–21. August 2016: Rallye Deutschland - 9.–11. September 2016: Rallye China - 30. September – 2. Oktober 2016: Rallye Korsika - 14.–16. Oktober 2016: Rallye Katalonien - 28.–30. Oktober 2016: Rallye Großbritannien - 18.–20. November 2016: Rallye Australien |

Im Vergleich zur Vorsaison stieg die Anzahl der Rallys von 13 auf 14 an, weil die Rallye China zum zweiten Mal nach 1999 wieder ein Bestandteil der Weltmeisterschaft ist. Nach drei absolvierten Rallyes führten der Franzose Sébastien Ogier und sein Beifahrer Julien Ingrassia die Wertung mit 77 Punkten an.

## Tennis

### Grand-Slam-Turniere
- 18. bis 31. Januar: Australian Open
- 22. Mai bis 5. Juni: French Open
- 27. Juni bis 10. Juli: Wimbledon
- 29. August bis 11. September: US Open

### World Tour Finals

#### ATP World Tour Finals
7. bis 13. November: ATP World Tour Finals

#### WTA Tour Championships
31. Oktober bis 6. November: WTA Championships

### Hopman Cup

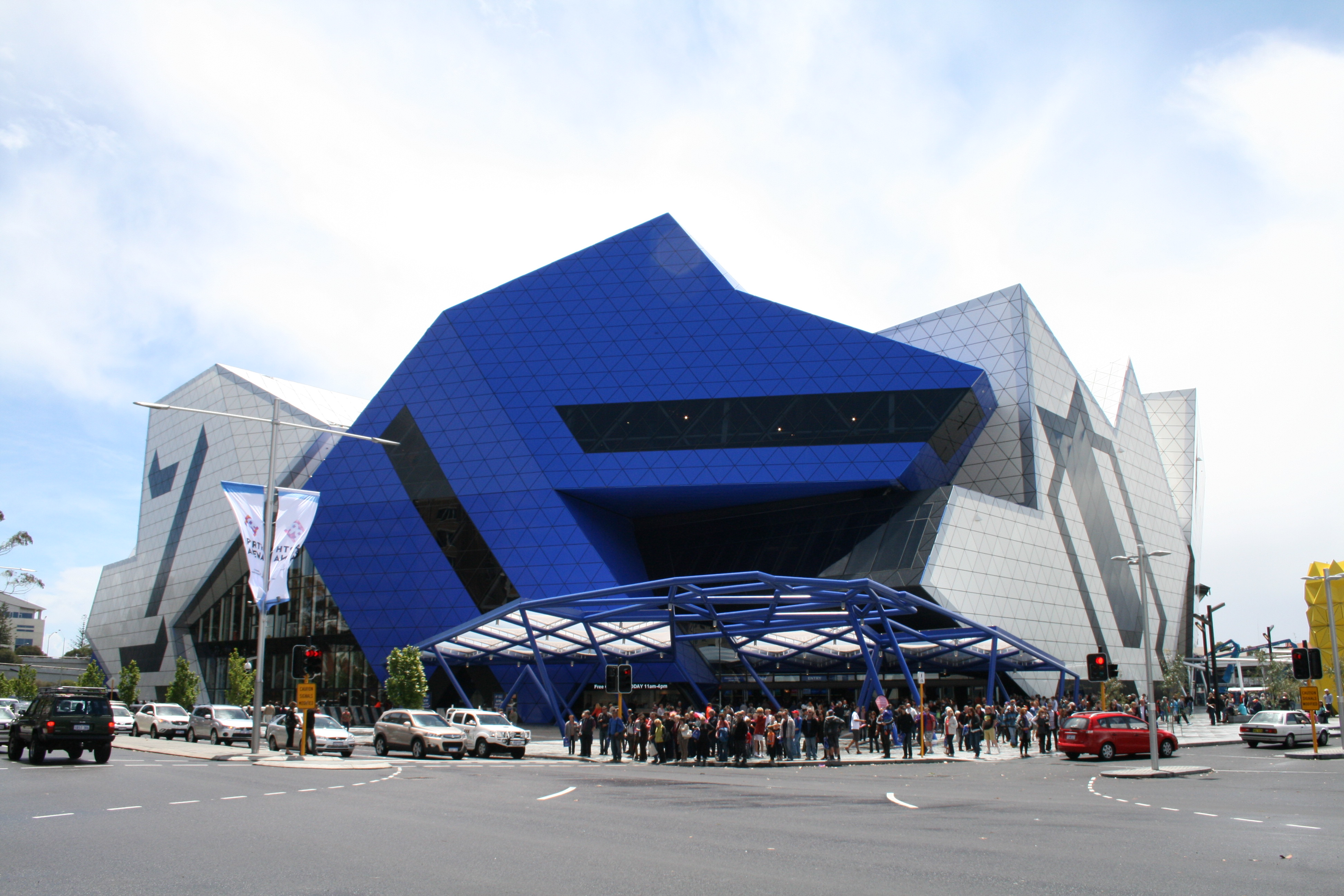
Austragungsort: Perth Arena

Der 28. Hopman Cup wurde vom 4. bis zum 10. Januar im australischen Perth ausgetragen. Die Besonderheit an dieser Ausgabe war, dass mit dem Gastgeberland eine Nation zwei Teams gestellt hat. Im Finale am 10. Januar standen sich die Teams Australien Grün und Ukraine in der Perth Arena gegenüber. Mit 2:0 konnte sich das Team aus dem Gastgeberland durchsetzen und nach 1999 konnte wieder ein Team aus Australien das Turnier gewinnen. Das Gewinnerteam Australien Grün bildeten Darja Gawrilowa und Nick Kyrgios. Sabine Lisicki und Alexander Zverev starteten für Deutschland und kamen über die Vorrunde nicht heraus.

## Gestorben

### Januar
- 01. Januar: Natasha Aguilar, costa-ricanische Schwimmerin (* 1970)
- 02. Januar: Armand Liberati, französischer Fußballtorwart (* 1923)
- 02. Januar: Ossi Michel, deutscher Tennisspieler (* 1927)
- 02. Januar: Fateh Singh, indischer Sportschütze (* um 1964)
- 04. Januar: John Roberts, walisischer Fußballspieler (* 1946)
- 05. Januar: Anatoli Roschtschin, sowjetischer Ringer (* 1932)
- 09. Januar: Maria Teresa de Filippis, italienische Automobilrennfahrerin (* 1926)
- 10. Januar: Wim Bleijenberg, niederländischer Fußballspieler (* 1930)
- 10. Januar: Kalevi Lehtovirta, finnischer Fußball-, Eishockey- und Bandyspieler (* 1928)

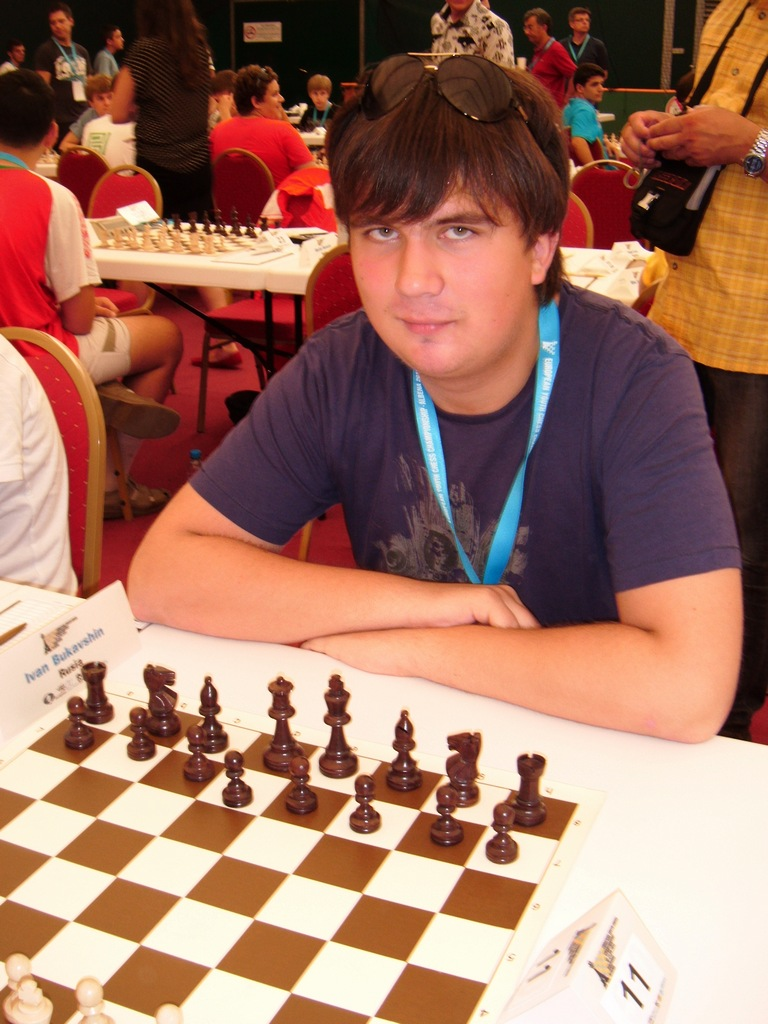
Iwan Alexandrowitsch Bukawschin (1995–2016)

- 12. Januar: Iwan Bukawschin, russischer Schachspieler (* 1995)
- 12. Januar: Dave Sime, US-amerikanischer Springer (* 1936)
- 13. Januar: Horst Hanske, deutscher Radrennfahrer (* 1935)
- 13. Januar: Mike Salmon, britischer Automobilrennfahrer (* 1933)
- 14. Januar: Leonid Schabotinski, sowjetischer Gewichtheber (* 1938)
- 15. Januar: Manuel Velázquez, spanischer Fußballspieler (* 1943)
- 16. Januar: Mondli Cele, südafrikanischer Fußballspieler (* 1989)
- 17. Januar: Reza Ahadi, iranischer Fußballspieler und -trainer (* 1962)
- 17. Januar: Ion Panțuru, rumänischer Bobfahrer (* 1934)
- 18. Januar: Horst Held, deutscher Fechtmeister (* 1933)
- 18. Januar: Mike MacDowel, britischer Autorennfahrer (* 1932)
- 21. Januar: Cor Hendriks, niederländischer Fußballspieler (* 1934)
- 21. Januar: Bill Johnson, US-amerikanischer Skirennläufer (* 1960)
- 21. Januar: Robert Sassone, französischer Radrennfahrer (* 1978)
- 21. Januar: Ron Southern, kanadischer Reitstallbesitzer (* 1930)
- 23. Januar: Elisabeta Polihroniade, rumänische Schachspielerin (* 1935)
- 23. Januar: Bobby Wanzer, US-amerikanischer Basketballspieler (* 1921)
- 25. Januar: Günter Fürhoff, deutscher Fußballspieler (* 1947)
- 25. Januar: Harry Stelzner, deutscher Fußballspieler (* 1932)
- 26. Januar: Ray Pointer, englischer Fußballspieler (* 1936)
- 27. Januar: Peter Baker, englischer Fußballspieler (* 1931)
- 28. Januar: Axel Schandorff, dänischer Bahnradsportler (* 1925)
- 29. Januar: Wolfgang Rittmann, deutscher Billardfunktionär (* 1947)
- 29. Januar: Achim Soltau, deutscher Fernschachspieler (* 1938)

### Februar
- 01. Februar: Ali Beratlıgil, türkischer Fußballspieler und -trainer (* 1931)
- 01. Februar: Miguel Gutiérrez Gutiérrez, mexikanischer Fußballspieler (* 1931)
- 01. Februar: Hermann Schiechtl, deutscher Eistänzer und Sportfunktionär (* 1924)
- 01. Februar: Helmut Zyla, deutscher Fußballspieler (* 1952)
- 03. Februar: Suat Mamat, türkischer Fußballspieler und -trainer (* 1930)
- 03. Februar: John Patrick Riley, US-amerikanischer Eishockeyspieler und -trainer (* 1920)
- 04. Februar: Dave Mirra, US-amerikanischer Extremsportler (* 1974)
- 07. Februar: Giuliano Ferraris, italienischer Eishockeytorwart (* 1935)
- 08. Februar: John Disley, britischer Leichtathlet (* 1928)
- 08. Februar: William Stowe, US-amerikanischer Ruderer (* 1940)
- 09. Februar: Bill Irwin, kanadischer Skisportler (* 1920)
- 10. Februar: Juri Dumtschew, sowjetischer Leichtathlet (* 1958)
- 10. Februar: Hildesuse Gaertner, deutsche Skirennläuferin (* 1923)
- 10. Februar: Arthur Meier, liechtensteinischer Skilangläufer (* 1925)
- 10. Februar: Lennie Pond, US-amerikanischer Autorennfahrer (* 1940)
- 10. Februar: Eliseo Prado, argentinischer Fußballspieler (* 1929)
- 10. Februar: Günter Schröter, deutscher Fußballspieler (* 1927)
- 11. Februar: Juan Mujica, uruguayischer Fußballspieler und -trainer (* 1943)
- 12. Februar: Dominique D’Onofrio, belgischer Fußballtrainer und -funktionär (* 1953)
- 12. Februar: Johnny Lattner, US-amerikanischer American-Football-Spieler (* 1932)
- 13. Februar: Trifon Iwanow, bulgarischer Fußballspieler (* 1965)
- 13. Februar: Giorgio Rossano, italienischer Fußballspieler (* 1939)
- 13. Februar: Slobodan Santrač, jugoslawisch-serbischer Fußballspieler und -trainer (* 1946)
- 14. Februar: Halle Janemar, schwedischer Radrennfahrer und Eisschnellläufer (* 1920)
- 14. Februar: Wiesław Rudkowski, polnischer Amateurboxer (* 1946)
- 14. Februar: Horst Wein, deutscher Hockeyspieler und -trainer (* 1941)
- 15. Februar: Walter McGowan, britischer Boxer (* 1942)
- 15. Februar: Ōyama Shigeru, japanischer Kampfsportler (* 1936)
- 16. Februar: Ronnie Blackman, englischer Fußballspieler (* 1925)
- 18. Februar: Carla Strauß, deutsche Tischtennisspielerin (* 1944)
- 19. Februar: Hans Bichelmeier, deutscher Ruderer (* 1933)
- 19. Februar: Freddie Goodwin, englischer Fußballspieler und -trainer (* 1933)
- 20. Februar: Walter Spagerer, deutscher Fußballfunktionär (* 1918)
- 21. Februar: Klaus Hympendahl, deutscher Weltumsegler (* 1939)
- 24. Februar: Rafael Iriondo, spanischer Fußballspieler und -trainer (* 1918)
- 25. Februar: Viktoras Ašmenskas, litauischer Sportpilot und -funktionär (* 1912)
- 26. Februar: Andy Bathgate, kanadischer Eishockeyspieler (* 1932)
- 26. Februar: Eduardo García, uruguayisch-ecuadorianischer Fußballspieler und -trainer (* 1945)
- 27. Februar: Rian Sukmawan, indonesischer Badmintonspieler (* 1985)
- 27. Februar: Egon Zimmermann, österreichischer Skirennläufer (* 1933)
- 29. Februar: Helmut Hodel, deutscher Fußballfunktionär (* 1925)
- 29. Februar: Hannes Löhr, deutscher Fußballspieler und -trainer (* 1942)

### März
- 01. März: Ítalo Estupiñán, ecuadorianisch-mexikanischer Fußballspieler (* 1952)
- 02. März: Allan Michaelsen, dänischer Fußballspieler und -trainer (* 1947)
- 03. März: Martin Crowe, neuseeländischer Cricketspieler (* 1962)
- 03. März: Helmut Rasch, deutscher Fußballspieler (* 1927)
- 03. März: Sarah Tait, australische Ruderin (* 1983)
- 04. März: Werner Habiger, deutscher Fußballspieler und -trainer (* 1957)
- 04. März: Wladimir Jumin, sowjetischer Ringer (* 1951)
- 05. März: Pancho Gonzalez, französischer Fußballspieler (* 1926)
- 05. März: Al Wistert, US-amerikanischer American-Football-Spieler (* 1920)
- 08. März: Jonathan Heimes, deutscher Tennisspieler und Fußballfan (* 1990)
- 09. März: Werner Ditzinger, deutscher Schwimmer (* 1928)
- 09. März: Clyde Lovellette, US-amerikanischer Basketballspieler (* 1929)
- 10. März: Bill Gadsby, kanadischer Eishockeyspieler und -trainer (* 1927)
- 10. März: Roberto Perfumo, argentinischer Fußballspieler (* 1942)
- 11. März: Iolanda Balaș, rumänische Hochspringerin (* 1936)
- 13. März: Kenneth Broderick, kanadischer Eishockeytorwart (* 1942)
- 15. März: Paul Lange, deutscher Kanute (* 1931)
- 15. März: Jürgen Sanmann, deutscher Fußballspieler (* 1935)
- 16. März: Carl-Johan Bernhardt, schwedischer Tischtennisspieler (* 1946)
- 18. März: Tray Walker, US-amerikanischer American-Football-Spieler (* 1992)

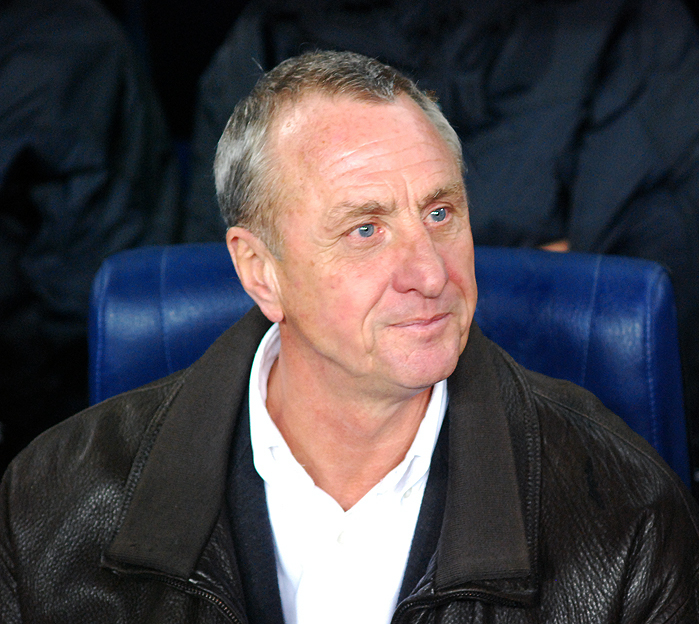
Johann Cruyff (1947–2016)

- 24. März: Johan Cruyff, niederländischer Fußballspieler und -trainer (* 1947)
- 25. März: Raúl Cárdenas, mexikanischer Fußballspieler und -trainer (* 1928)
- 25. März: Freddy Rousselle, belgischer Automobilrennfahrer (* 1927)
- 26. März: János Kilián, ungarischer Eisschnellläufer und Eisschnelllauftrainer (* 1922)
- 26. März: Igor Paschkewitsch, sowjetischer, russischer und aserbaidschanischer Eiskunstläufer (* 1971)
- 27. März: Vince Boryla, US-amerikanischer Basketballspieler, -trainer, -funktionär und -scout (* 1927)
- 27. März: Antoine Demoitié, belgischer Radrennfahrer (* 1990)
- 27. März: Abel Dhaira, ugandischer Fußballspieler (* 1987)
- 27. März: Silvio Fogel, argentinisch-mexikanischer Fußballspieler (* 1949)
- 28. März: Daan Myngheer, belgischer Radrennfahrer (* 1993)
- 28. März: Edmund Piątkowski, polnischer Diskuswerfer (* 1936)

### April
- 02. April: Sergio Ferrari, italienischer Fußballspieler (* 1943)
- 02. April: Walentin Rudenko, ukrainischer Großmeister für Schachkomposition (* 1938)
- 02. April: László Sárosi, ungarischer Fußballspieler und -trainer (* 1932)
- 03. April: Cesare Maldini, italienischer Fußballspieler und -trainer (* 1932)
- 05. April: Koço Kasapoğlu, türkischer Fußballnationalspieler und -trainer (* 1935)
- 06. April: Bernd Hoss, deutscher Fußballtrainer (* 1939)
- 07. April: László Bárczay, ungarischer Schachspieler (* 1936)
- 07. April: Carlo Monti, italienischer Leichtathlet (* 1920)
- 08. April: Günter Oldenburg, deutscher Radsportler (* 1930)
- 08. April: Rolf-Jürgen Otto, deutscher Fußballfunktionär (* 1940)
- 09. April: Gus Morschauser, kanadischer Eishockeyspieler (* 1969)
- 09. April: Will Smith, US-amerikanischer American-Football-Spieler (* 1981)
- 27. April: Horst Tautenhahn, deutscher Fußballspieler (* 1937)

### Mai
- 01. Mai: Niklas Feierabend, deutscher Fußballspieler (* 1997)
- 02. Mai: Walter Dürst, Schweizer Eishockeyspieler (* 1927)
- 06. Mai: Klaus Ampler, deutscher Radsportler (* 1940)
- 06. Juni: Viktor Kortschnoi, sowjetisch-schweizerischer Schachspieler (* 1931)
- 13. Mai: Tage Henriksen, dänischer Ruderer (* 1925)
- 14. Mai: Engelbert „Berti“ Kraus, deutscher Fußballspieler (* 1934)
- 14. Mai: André Wicky, Schweizer Automobilrennfahrer und Rennstallbesitzer (* 1928)
- 18. Mai: Kornél Pajor, ungarischer Eisschnellläufer (* 1923)
- 21. Mai: Sándor Tarics, ungarischer Wasserballspieler (* 1913)

### Juni

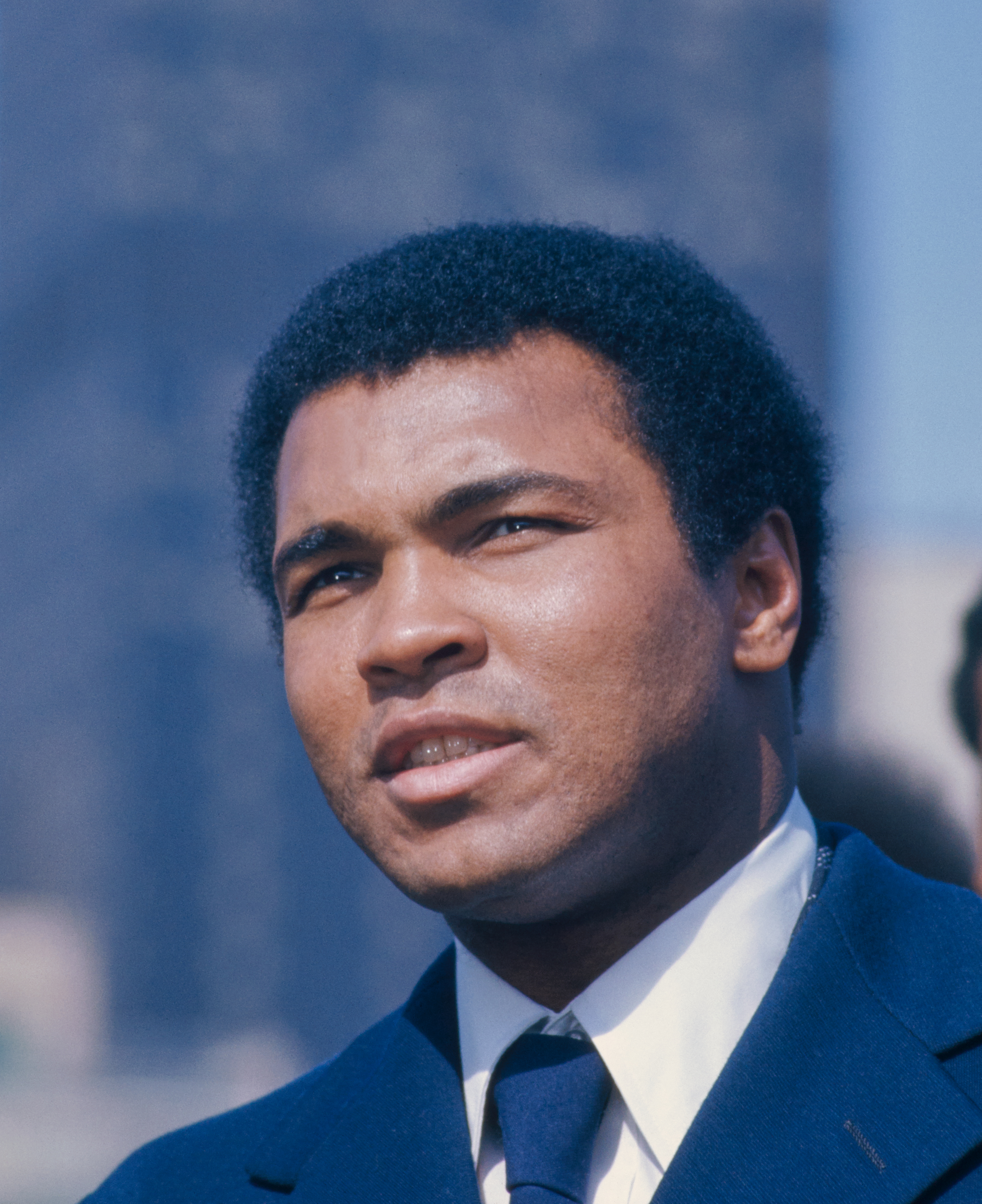
Muhammad Ali (1942–2016)

- 03. Juni: Muhammad Ali, US-amerikanischer Boxer (* 1942)
- 03. Juni: Luis Salom, spanischer Motorradrennfahrer (* 1991)
- 10. Juni: Gordie Howe, kanadischer Eishockeyspieler (* 1928)
- 11. Juni: Rudi Altig, deutscher Radsportler (* 1937)
- 12. Juni: Fabrizio Pirovano, italienischer Motorradrennfahrer (* 1960)
- 15. Juni: Klaus Hänel, deutscher Fußballspieler (* 1936)
- 17. Juni: Candelario Duvergel, kubanischer Boxer (* 1963)
- 28. Juni: Freddie Gilroy, britischer Boxer (* 1936)
- 28. Juni: Pat Summitt, US-amerikanische Basketballspielerin und -trainerin (* 1952)
- 29. Juni: Jan Hettema, südafrikanischer Radrennfahrer und Rallyefahrer (* 1933)
- 29. Juni: Werner Reichenbach, deutscher Schachspieler (* 1936)
- 30. Juni: Martin Lundström, schwedischer Skilangläufer (* 1918)
- 00. Juni: Sascha Lewandowski, deutscher Fußballtrainer (* 1971)

### Juli
- 07. Juli: Turgay Şeren, türkischer Fußballspieler und -trainer (* 1932)
- 11. Juli: Jana Thiel, deutsche Sportjournalistin und -moderatorin (* 1971)
- 16. Juli: Nate Thurmond, US-amerikanischer Basketballer (* 1941)
- 17. Juli: Paul Johnson, amerikanischer Eishockeyspieler (* 1937)
- 18. Juli: Matilda Rapaport, schwedische Freeride-Sportlerin (* 1986)
- 20. Juli: Peter Velhorn, deutscher Fußballspieler und -trainer (* 1932)
- 31. Juli: Chiyonofuji Mitsugu, japanischer Sumōringer (* 1955)
- 31. Juli: Bobbie Heine, südafrikanische Tennisspielerin (* 1909)

### August
- 09. August: Karl Bögelein, deutscher Fußballspieler und -trainer (* 1927)
- 16. August: João Havelange, brasilianischer Fußballfunktionär (* 1916)
- 19. August: Nina Ponomarjowa, sowjetisch-russische Diskuswerferin und Olympiasiegerin (* 1929)
- 20. August: Kurt Tittel, deutscher Sportmediziner (* 1920)
- 30. August: Věra Čáslavská, tschechoslowakische Kunstturnerin und Olympiasiegerin (* 1942)
- 31. August: Hans Speth, deutscher Fußballspieler und -trainer (* 1934)

### September
- 02. September: Antonina Seredina, sowjetisch-russische Kanutin und Olympiasiegerin (* 1929)
- 03. September: Nené, brasilianischer Fußballspieler und -trainer (* 1942)
- 10. September: Väinö Koskela, finnischer Leichtathlet (* 1921)
- 10. September: Mojmír Stuchlík, tschechoslowakischer Skispringer (* 1930)
- 17. September: Günter-Peter Ploog, deutscher Sportjournalist und TV-Produzent (* 1948)
- 23. September: Alain Bertaut, französischer Autorennfahrer und Motorsportfunktionär (* 1928)
- 25. September: Jack Kirrane, US-amerikanischer Bobfahrer (* 1928)
- 25. September: Arnold Palmer, US-amerikanischer Profigolfer (* 1929)
- 27. September: Scooter Patrick, US-amerikanischer Automobilrennfahrer (* 1932)
- 30. September: Paul Frantz, französischer Fußballtrainer, -spieler und -funktionär und Pädagoge (* 1927)
- 000September: Çamsulvara Çamsulvarayev, russisch-aserbaidschanischer Ringer (* 1984)

### Oktober
- 02. Oktober: Massimo Rossi, italienischer Motorbootsportler (* 1992)
- 08. Oktober: Wojciech Kurpiewski, polnischer Kanute (* 1966)
- 16. Oktober: Erhard Schwerin, deutscher Fußballtorhüter (* 1939)
- 20. Oktober: Uwe Dreher, deutscher Fußballspieler (* 1960)
- 20. Oktober: Simone Schaller, US-amerikanische Leichtathletin (* 1912)
- 24. Oktober: Reinhard Häfner, deutscher Fußballspieler und -trainer (* 1952)
- 24. Oktober: Rudolf Schauss, österreichischer Fußballspieler (* 1957)
- 31. Oktober: Ebbe Parsner, dänischer Ruderer (* 1923)

### November
- 05. November: Horst Kunzmann, deutscher Fußballspieler und -trainer
- 05. November: Jos Romersa, luxemburgischer Kunstturner (* 1915)
- 13. November: Enzo Maiorca, italienischer Apnoetaucher (* 1931)
- 15. November: Ada Pace, italienische Automobilrennfahrerin (* 1924)
- 21. November: Matthias Mauritz, deutscher Fußballspieler (* 1924)

### Dezember
- 02. Dezember: Samuel Lee, US-amerikanischer Wasserspringer (* 1920)
- 05. Dezember: Dave Edwards, US-amerikanischer American-Football-Spieler (* 1939)
- 05. Dezember: Rashaan Salaam, US-amerikanischer Footballspieler (* 1974)
- 07. Dezember: Paul Elvstrøm, dänischer Segler (* 1928)
- 12. Dezember: Konrad Reuland, US-amerikanischer American-Football-Spieler (* 1987)
- 15. Dezember: Chuck Allen, US-amerikanischer American-Football-Spieler (* 1939)
- 29. Dezember: Ferdy Kübler, Schweizer Radrennfahrer (* 1919)
- 30. Dezember: António Manuel Ximenes, osttimoresischer Fußballspieler (* 1983)